# Бриони
Бриони, Брийони (хорв. Brijuni — Бриюни) — группа островов в северной части Адриатического моря, около западного побережья Истрии, принадлежащие Хорватии. С 27 октября 1983 года являются национальным парком.

## Описание

Карта архипелага

Бриони состоят из 14 островов и рифов общей площадью 36,3 км². Береговая линия сильно изрезана, общая её протяжённость — 37,8 км. Острова отделены от материка проливом Фажана и находятся в 6 км от города Пулы, местного административного центра.
Самые большие острова — Вели-Бриюн (Велики-Бриюн, 5,7 км²), Мали-Бриюн (1,7 км²) и остров Ванга (Красница) (0,18 км²).
Острова Бриони, в отличие от большинства других островов Адриатики, равнинные и покрыты субтропической растительностью.

## Природа
Почва — толстый слой краснозёма, что в сочетании с умеренным климатом и высокой относительной влажностью даёт хорошие условия для произрастания субтропической растительности, которая на этих островах чрезвычайно богата: здесь произрастают средиземноморские дубы, лавры, сосны, маслинные деревья и розмарин. Кроме того, на Бриони можно увидеть ценные породы кедра, пинии, эвкалипта, мирта, олеандра и множество других деревьев и растений — бриунские вечнозелёные дубовые леса не зря считаются одними из самых красивых в Хорватии.
В воде здесь водятся морские ежи — признак чистоты воды.

## История

### Древность и средневековье
Бриони были заселены с доисторических времён, первые следы поселенцев относятся к 3000 году до нашей эры, то есть к раннему Бронзовому веку. В разное время островами владели иллирийцы, кельты, римляне, остготы, византийцы.
На территории архипелага расположено множество культурно-исторических памятников: римский дворец I—II века н. э., римская тюрьма, храм Венеры, византийский каструм, базилика Св. Марии V—VI веков, церковь Святого Германа XV века.

### XIX век
До XIX века острова в основном использовались в качестве каменоломен для добычи знаменитого истрийского камня. Некоторое время острова принадлежали Венеции, затем Наполеон I присоединил их к Иллирианской провинции своей Империи.
В 1815 году Бриони стали частью Австрийской империи и, соответственно, Австро-Венгрии — в это время камень с островов доставлялся для строительства в Вену и Берлин. После основания морской базы в Пуле на Бриони для защиты базы было начато строительство бастионов и батарей. Было построено два больших форта на острове Мали-Бриюн и пять маленьких фортов на Вели-Бриюне.

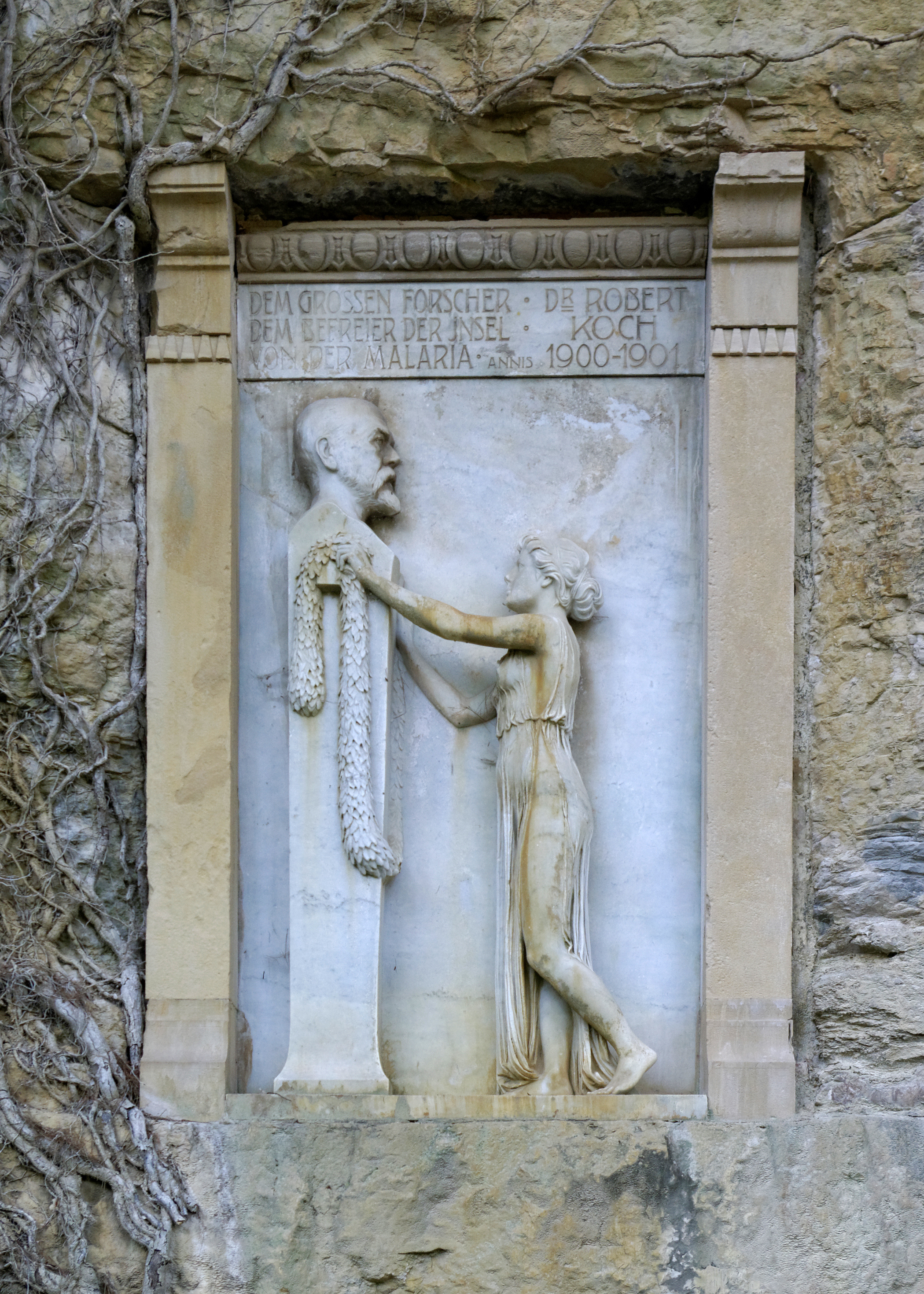
Памятник Роберту Коху и борьбе с малярией на Вели-Бриоюне

В 1893 году, после ухода Австро-Венгерского флота, весь архипелаг был куплен австрийским стальным магнатом Паулем Купельвизером за 100 тысяч марок. Купельвизер начал проект по превращению островов в эксклюзивный летний курорт и санаторий. Были начаты работы по строительству прогулочных зон, плавательных бассейнов, конюшен и спортивных площадок. Однако, строительство оказалось под угрозой малярии, вспышки которой произошли в летние месяцы. Даже сам Купельвизер заразился этим заболеванием. На рубеже веков Купельвизер пригласил известного врача Роберта Коха, который в то время занимался изучением различных форм малярии и лечения, основанного на применении хинина. Кох принял приглашение и провёл на Бриони два года — с 1900 по 1902. В соответствии с инструкциями Коха все пруды и болота, в которых обитали малярийные комары, были осушены, а пациентам назначено лечение хинином. Таким образом, малярия была побеждена в 1902 году, и Купельвизер поставил Коху памятник, который до сих пор стоит поблизости от Церкви Святого Германа XV века.
Первые гости посетили архипелаг ещё в 1896 году, однако увеличение количества туристов началось после победы малярии, начиная с 1903 года. Хотя Купельвизер уже приобрёл две лодки для связи острова с материком, было необходимо более престижное судно для богатых клиентов. Он заказал новое судно, оснащённое дизельным двигателем, которое было первым в своём классе в мировом судостроении. Судно, названное «Brioni III», обеспечивало почтовые и пассажирские перевозки в следующие десятилетия, пережило обе мировые войны и находилось на службе до 1960-х годов. К 1913 году было завершено строительство гостиничного комплекса, включающего 320 комнат, и десяти вилл. Следом был построен новый причал, почта, телефонная станция, появилось около 50 дорог и тропинок, а также большой пляж. Кроме того, были построены такие сооружения, как внутренний плавательный бассейн с подогреваемой морской водой, казино, ипподром, теннисные корты и различные спортивные площадки, включая самое большое в Европе поле для гольфа, имеющее 18 лунок и суммарную длину дорожек 5850 метров. Регулярно проводились парусные регаты. Курорт стал популярным местом отдыха для европейской элиты, и в местных газетах, издаваемых с 1910 по 1915 год, регулярно публиковались новости о приезде видных членов аристократических, культурных, научных и промышленных кругов.

### Между Мировыми войнами

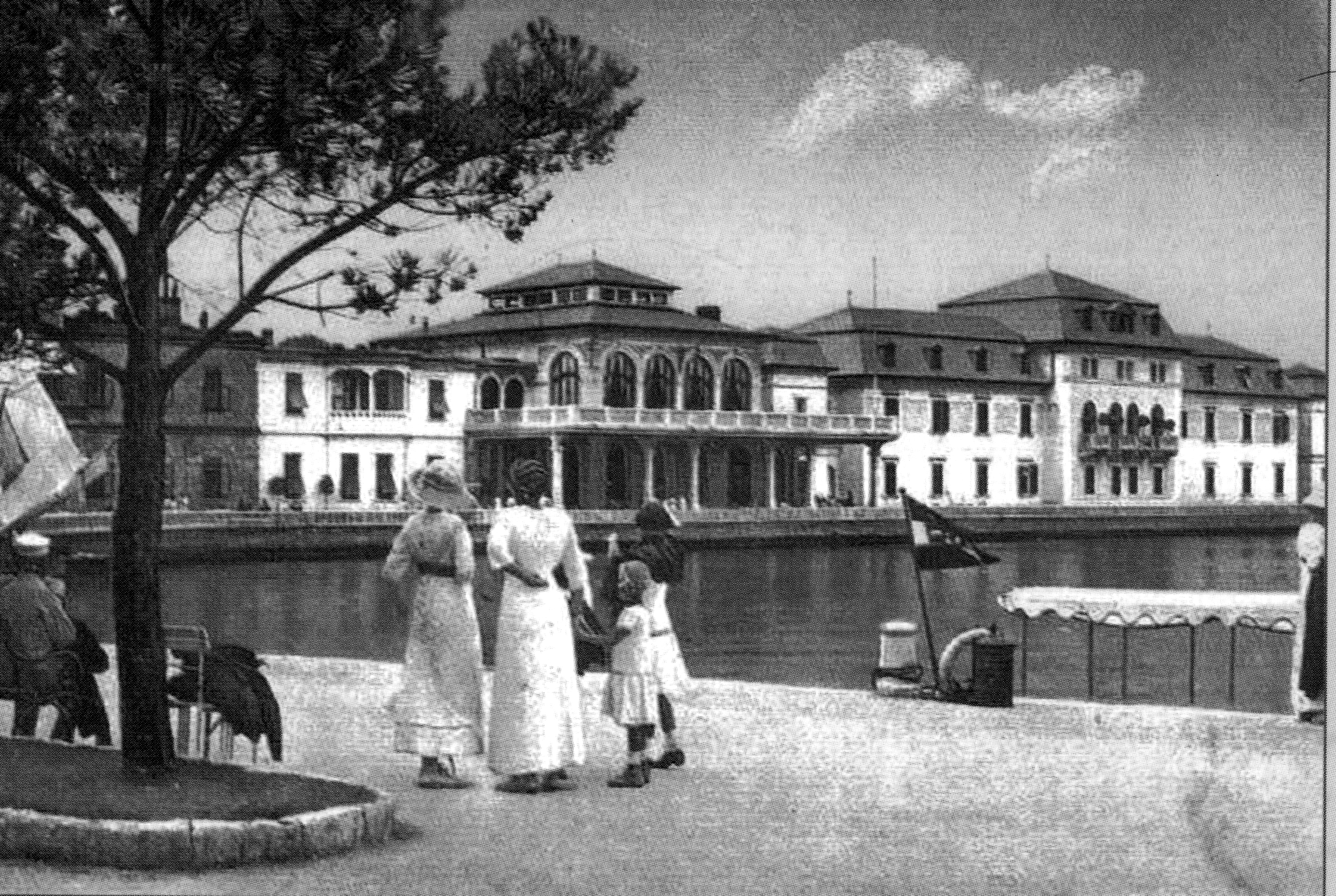
Открытка начала XX века, иллюстрирующая курортный отдых

Хотя остров быстро приобрёл популярность как эксклюзивный летний курорт, планы Купельвизера по дальнейшему развитию были прерваны начавшейся Первой мировой войной, когда около 2600 солдат Австро-Венгрии были размещены на архипелаге. После окончания войны вся Истрия, включая острова, перешла под контроль Италии, но Бриони остались в собственности семьи Купельвизера. Наследник Пауля Купельвизера, его сын Карл Купельвизер, пытался сохранить курорт, но после экономического кризиса, последовавшего за событиями «Чёрного четверга», он обанкротился и покончил жизнь самоубийством. В 1936 году острова перешли под юрисдикцию министерства финансов Италии. Вскоре после этого был организован ежедневный рейс гидросамолёта на Бриони, но начало Второй мировой войны завершило этот новый период процветания. Архипелаг был вновь превращён в военно-морскую базу и несколько раз в течение войны подвергался авиационным налётам. При бомбардировке 25 апреля 1945 года были полностью разрушены или существенно повреждены два отеля, множество домов и значительная часть набережной.

### Социалистическая Югославия
После Второй мировой войны Вели-Бриюн был превращён в роскошную летнюю резиденцию Иосипа Броз Тито. Тито использовал остров с июня 1947 года по август 1979 для приёма зарубежных высокопоставленных лиц.
В 1978 году в северной части острова Вели-Бриюн был создан сафари-парк, занявший площадь в девять гектаров. В парке обитают экзотические животные (зебры, олени и др.), бо́льшая часть которых была подарена Иосипу Броз Тито главами государств — членов Движения неприсоединения. В 1970 году Индира Ганди подарила Тито пару двухгодовалых индийских слонят по имени Сони и Ланка, которые также обитали на острове. Сони умер в 2010 году.
В октябре 1983 года на территории архипелага был организован национальный парк.

### Независимая Хорватия
7 июля 1991 подписано Брионское соглашение прекратившее десятидневную войну между СФРЮ, Словенией и Хорватией.
С начала 1990-х годов виллы на островах Ганга, Галия и Мадонна к западу от Вели-Бриюна использовались в качестве летних резиденций президента Хорватии и круглогодично охранялись маленьким армейским гарнизоном, дислоцированном на островах. Однако из-за недостатка государственного финансирования существующей инфраструктуры и запрета на новое строительство, обусловленного статусом национального парка и охраняемой зоны, к 2000 годам курорты Вели-Бриюна и архипелага в целом пришли в упадок.

### Современное состояние
В августе 2009 года газета The Independent сообщила, что правительство Хорватии выставило острова на продажу, запросив 1,2 миллиарда евро за Вели-Бриюн и 2,5 миллиарда за весь архипелаг, однако позже новость была опровергнута в хорватских средствах массовой информации жупаном Истрийской жупании Иваном Яковчичем, президентом Степаном Месичем и премьер-министром Ядранкой Косор. По состоянию на 2009 год имеются планы по модернизации существующих гостиниц как минимум до четырёх звёзд, модернизации систем канализации и энергоснабжения. План, разработанный в рамках проекта «Brijuni Rivijera» включает превращение архипелага Бриони в роскошный туристический курорт, предусматривающий размещение 800 отдыхающих.

## Галерея

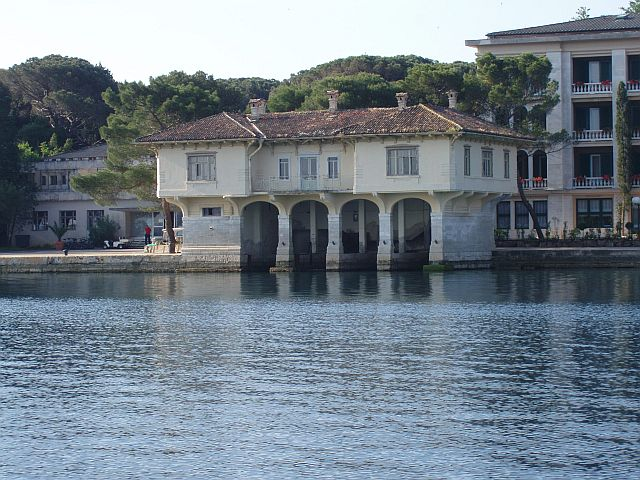
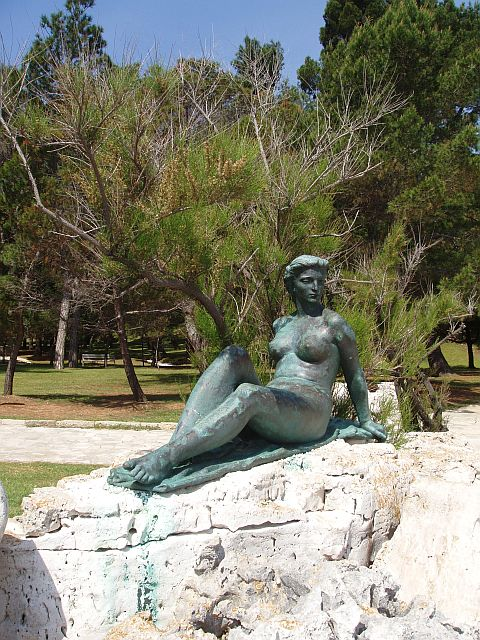
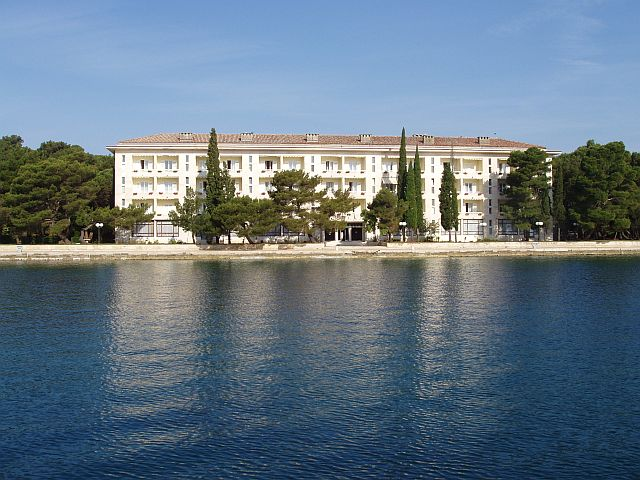
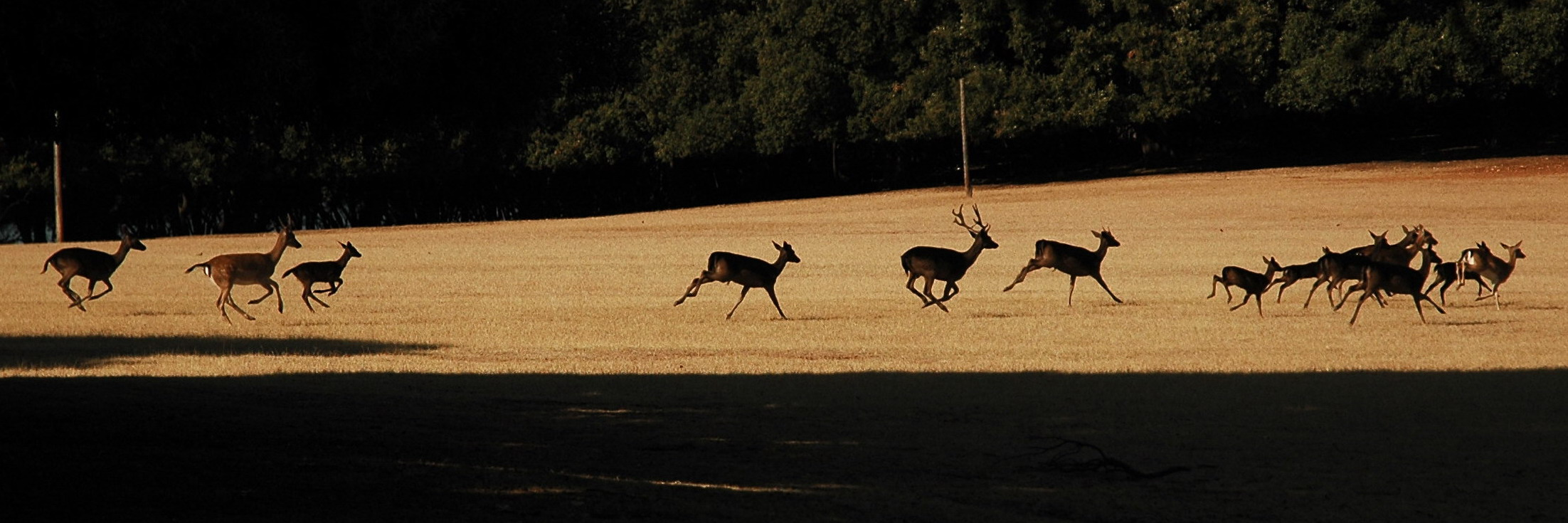
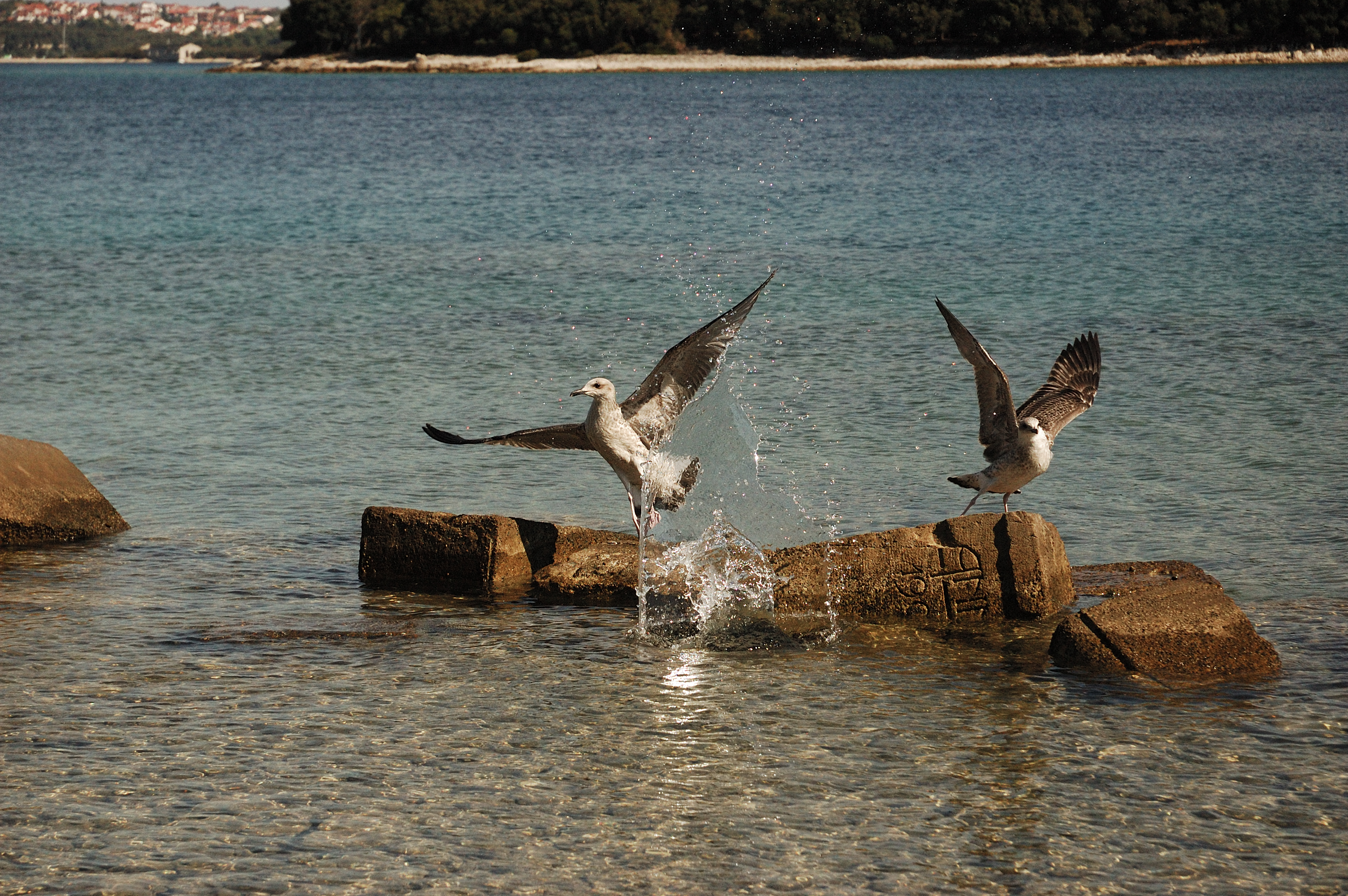
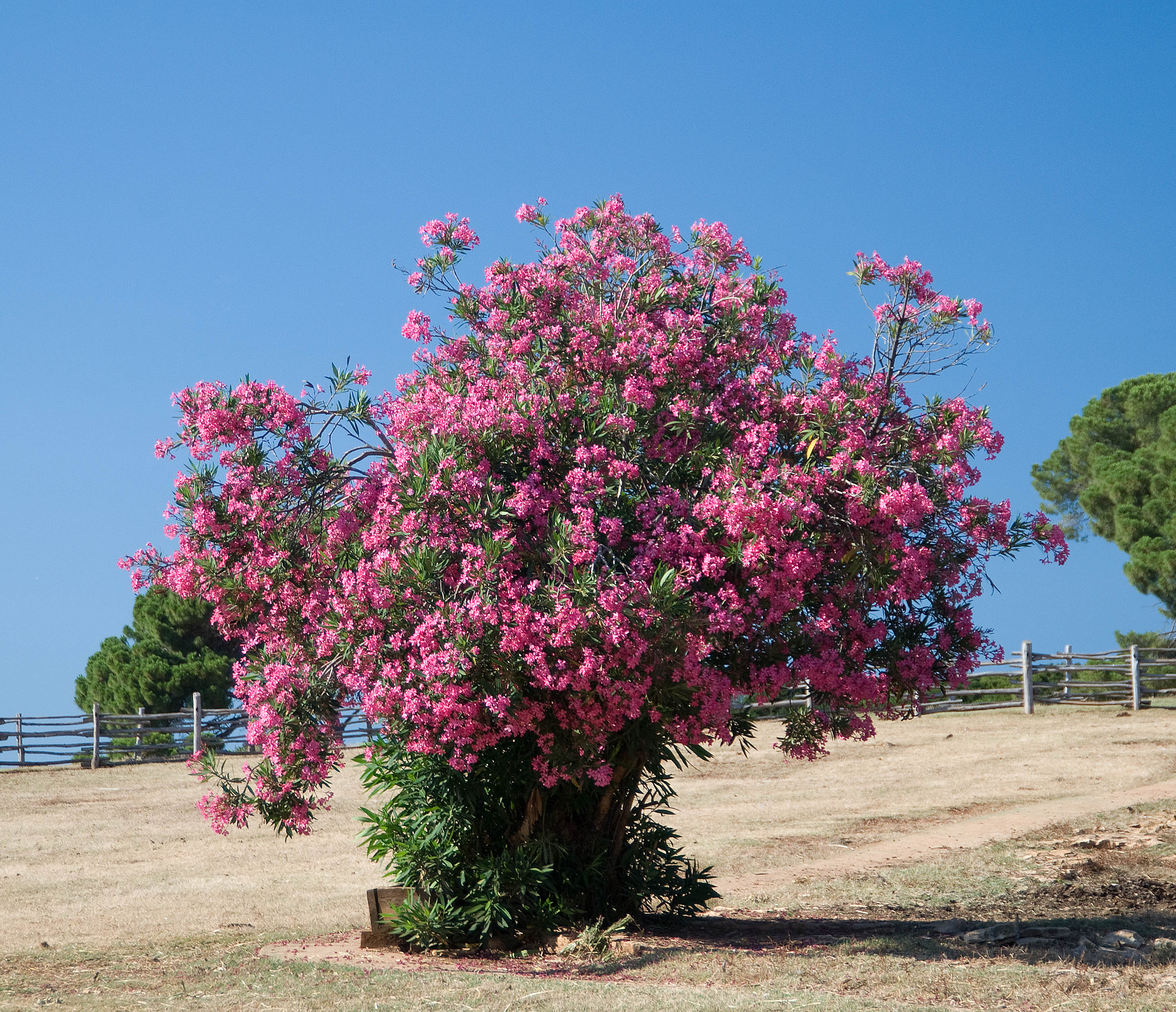
Цветущий куст олеандра

## Другая информация
- Название итальянской фирмы Brioni происходит именно от этих островов.